# Nicolas Bean
Nicolas Bean est un patineur de vitesse sur piste courte italien et canadien.

## Biographie
Il participe aux épreuves de patinage de vitesse sur piste courte aux Jeux olympiques de 2010.